# 白沙村 (花壇鄉)
白沙村，是臺灣彰化縣花壇鄉所轄的18個村之一，位在花壇鄉北方與彰化市相接。5287人。與岩竹村、文德村、北口村和彰化市南興里、延和里相鄰。居民以黃姓居多，而在彰員路上店家眾多，商業興盛，為主要市集所在地。

## 村名由來
以地名「白沙坑」命名。

## 歷史沿革
白沙村於清代時隸屬燕霧上堡白沙坑庄；明治35年（1902年）時，改彰化廳燕霧上堡白沙坑庄；明治42年（1909年）改彰化支廳橋子頭區白沙坑庄；至大正9年（1920年）則隨行政區調整，隸屬彰化郡花壇庄白沙坑大字。
二次大戰結束後，國民政府接收臺灣，以原先白沙坑大字範圍由西至東設為白沙村、文德村、長沙村和岩竹村。